# مقاطعة روذرفورد (كارولاينا الشمالية)
مقاطعة روذرفورد (بالإنجليزية: Rutherford County)‏ هي إحدى مقاطعات ولاية كارولاينا الشمالية في الولايات المتحدة الأمريكية. مركز المقاطعة أو مقعدها هي مدينة روذرفوردتون. تأسست هذه المقاطعة سنة 1779.أصل هذه المقاطعة يأتي من: مقاطعة تريون.

## أعلام
- دون بادجيت
- جيف برادستريت
- فرد فوستر
- إليشا باكستر
- وودرو جونز
- جون باكستر
- برانتلي يورك